# Jiří Gruzovský
Jiří Gruzovský (* 14. září 1948) je bývalý český fotbalista, útočník.

## Fotbalová kariéra
V československé lize hrál za Slavii Praha. Nastoupil v 10 ligových utkáních a dal 1 ligový gól.

## Ligová bilance
| Ročník                                   | Zápasy | Góly | Klub         |
| ---------------------------------------- | ------ | ---- | ------------ |
| 1. československá fotbalová liga 1970/71 | 1      | 0    | Slavia Praha |
| 1. československá fotbalová liga 1971/72 | 9      | 1    | Slavia Praha |
| CELKEM                                   | 10     | 1    |              |